# エキサイティングサッカー コナミカップ
『エキサイティングサッカー コナミカップ』は、1988年2月16日にコナミ（現・コナミデジタルエンタテインメント）から発売されたファミリーコンピュータ ディスクシステム用のサッカーゲームである。「エキサイティングスポーツ」シリーズの1作として発売された。

## ゲーム内容
サッカーチームの中から1チームを選び、プレイヤー自身でチーム名を登録し、好成績を目指すことが目的となる。各チームにはキック力、走力、ドリブル力、守備力、運などが設定されており、育成により強化することもできる。プレイ画面ではサッカー場が縦長に配置され、選手の真上からの視点となる。ただし、PK戦は3Dの真横から見た視点になる。
ゲームは以下の3種類のモードがある。
対戦
- 2人同時プレイのモード。

リーグ戦
- プレイヤーのオリジナルチームと他の5チームで優勝を争うモード。

EXCITE
- 他のプレイヤーが作成したチームと自分のチームとで対戦できるモード。他人のディスクカードを挿入しデータロード後に自分のディスクカードを挿入する事でゲーム開始となる。直接プレイヤー同士で対戦するモードとコンピュータによる自動対戦を見る観戦のモードがある。

## 音楽
比較的マイナーな作品ではあるものの、エンディングBGMの"Seaside Memory"の評価は高く、サウンドトラック『こなみすぺしゃるみゅーじっく -千両箱- 』（1990年）DISC2の「ファミコン・エンディング ベスト10」では1位に、『コナミ・エンディング・コレクション』（1991年）でも23位にそれぞれ入り、さらに 『コナミ・オールスターズ -千両箱 平成四年版-』（1991年）や『ウィンビーのネオシネマ倶楽部2 -パラダイス編-』（1994年）でもアレンジされている。

## スタッフ
- プログラム：WINDY HITOMI（風仁美）、SHINSAN、TANTAN YAMASHITA（山下和之）、T.DANJYO
- キャラクター・デザイン：M.KURONO、小池あき
- サウンド：KYOHEI SADA（禎清宏）、SUKEMARO FUJIO（藤尾敦）
- ビジュアル・デザイン：さとうなおき
- スペシャル・サンクス：赤松仁司、山田善朗、松岡伸浩、N.KIMURA、奥田康雄

## 評価
- ゲーム誌『ファミコン通信』のクロスレビューでは合計26点（満40点）となっている。

- ゲーム誌『ファミリーコンピュータMagazine』の読者投票による「ゲーム通信簿」での評価は以下の通りとなっており、15.90点（満25点）となっている[1]。また、同雑誌1991年5月24日号特別付録の「ファミコンディスクカード オールカタログ」では、「このゲームは何といってもリアル、これにつきる。まず画面がリアル。そして得点シーンの笛の音も、リアルに再現されていて、サッカーファンには非常にうれしい」と紹介されている[1]。

| 項目 | キャラクタ | 音楽 | 操作性 | 熱中度 | お買得度 | オリジナリティ | 総合  |
| 得点 | 3.10       | 3.10 | 3.20   | 3.40   | -        | 3.10           | 15.90 |

- ゲーム誌『ユーゲー』では、「本作は『TEHKAN World Cup』（1985年）に似てしまった典型的な作品。ディスクを持ち寄り、成長させたチームで対戦できる点は評価できるが、それ以外には特筆すべき点がないのも事実。当時は楽しく遊んでいたはずだが、今遊ぶと少々ツラい感覚だ」と評している[2]。